# Colp d'estat a Veneçuela de 2002
El Colp d'estat de l'11 d'abril de 2002 va ser un intent d'enderrocament contra el president constitucional de la República Bolivariana de Veneçuela, Hugo Chávez.
Emmarcat en fortes protestes i una vaga general convocada per Fedecámaras, que va durar més de tres mesos, l'11 d'abril del 2002, el comandament de l'oposició va convocar a una marxa permesa entre els sectors caraquenys de Parc de l'Est i PDVSA Chuao que després va ser desviada cap al Palau de Govern situat en Miraflores, Caracas. Al voltant del mateix s'havien congregat simpatitzants d'Hugo Chávez, i quan ambdós bàndols es van trobar es van produir enfrontaments que van causar diversos morts en ambdós bàndols. Si bé encara es discuteix qui va iniciar i qui va continuar el tiroteig aqueixa vesprada, en la matinada de l'endemà l'Alt Comandament Militar veneçolà va anunciar que Chávez havia renunciat després d'haver-se'l sol·licitat.
Immediatament, militars adversos a Hugo Chávez van executar un Colp d'estat que va col·locar en la Presidència al president de Fedecámaras Pedro Carmona Estanga. Després de fortes protestes dels simpatitzants de Chávez i algunes pressions internacionals, ja que molts països no van reconèixer a Carmona, els militars lleials al Govern van reprendre el poder i Chávez va tornar a assumir la Presidència en la matinada del 14 d'abril de 2002. En total va estar apartat del seu càrrec durant un termini 47 hores.
Durant el breu govern de Carmona es va dissoldre l'Assemblea Nacional de Veneçuela i el Tribunal Suprem, i es va declarar nul·la la Constitució de 1999. Malgrat tot, importants sectors de les forces armades, i parts del moviment anti-chavista es van negar a donar suport Carmona. La Guàrdia presidencial pro-chavista, finalment va tornar a prendre el palau presidencial de Miraflores sense disparar ni un tret, fet que portà a la caiguda del govern de Carmona i la reinstauració de Chávez com a president.
El cop va ser condemnat públicament pels líders de les nacions llatinoamericanes (el Grup de Rio es trobava en aquells moments reunit a San José), que van emetre un comunicat conjunt en aquest sentit. D'altra banda, els Estats Units (presidits per George Bush) i Espanya (presidida per José María Aznar), es van afanyar a reconèixer Carmona com a president de facto, però van acabar optant per condemnar el cop d'Estat, un cop que va quedar clar que els conspiradors no havien tingut èxit.
L'oposició va argumentar ferventment que l'ocorregut no va ser un colp d'estat, sinó un buit de poder, originat per la declaració de l'Alt Comandament Militar, la suposada renúncia de Chávez, del seu vicepresident Diosdado Cabello i pel desconeixement públic d'alguns oficials a l'autoritat de Chávez. Inicialment el recent instaurat Tribunal Suprem de Justícia de Veneçuela va emetre un veredicte dictant que el succeït l'11 d'abril va ser un buit de poder, sentència que seria anul·lada.